# Nops coccineus
Espèce
Nops coccineus est une espèce d'araignées aranéomorphes de la famille des Caponiidae.

## Distribution
Cette espèce est endémique de Saint-Vincent à Saint-Vincent-et-les-Grenadines dans les Antilles.

## Description
Les mâles mesurent de 7 à 8 mm et les femelles de 8 à 9 mm.
La femelle décrite par Sánchez-Ruiz et Brescovit en 2018 mesure 9,3 mm.

## Publication originale
- Simon, 1892 : On the spiders of the island of St. Vincent. Part 1. Proceedings of the Zoological Society of London, vol. 1891, p. 549-575 (texte intégral).